# Jürg Zbinden
Jürg Zbinden (* 30. Januar 1958) ist ein Geistlicher der Neuapostolischen Kirche. Er war vom 3. Juni 2018 bis 22. September 2024 Bezirksapostel und Kirchenpräsident der Neuapostolischen Kirche Schweiz.

## Leben
Jürg Zbinden stammt aus dem Kanton Bern. Er ist verheiratet und Vater zweier Söhne. Bevor er in den hauptamtlichen Kirchendienst trat, war er als diplomierter Versicherungsfachmann und als Volksschullehrer tätig.
Am 1. Januar 2017 wurde er als Bezirksapostelhelfer beauftragt und unterstützte Bezirksapostel Markus Fehlbaum bis zu dessen Ruhesetzung am 3. Juni 2018.
Am 3. Juni 2018 wurde Jürg Zbinden durch Stammapostel Jean-Luc Schneider in einem Gottesdienst in Ostermundigen als Nachfolger von Markus Fehlbaum als Bezirksapostel beauftragt. Damit ist Jürg Zbinden der erste Bezirksapostel der Neuapostolischen Kirche, der nach dem neuen Amtsverständnis nicht mehr in das Amt eines Bezirksapostels ordiniert wurde, sondern die entsprechenden Aufgaben lediglich durch eine Beauftragung übernommen hat. Nach dem zuvor geltenden Amtsverständnis war Bezirksapostel eine eigene Amtsstufe, weshalb die betreffenden Amtsträger zum Bezirksapostel ordiniert wurden.
Am 22. September 2024 versetzte ihn Stammapostel Schneider in den Ruhestand und beauftragte Apostel Thomas Deubel, der Jürg Zbinden zuvor bereits rund ein Jahr als Bezirksapostelhelfer unterstützt hatte, als neuen Bezirksapostel und Kirchenpräsident.
Jürg Zbinden leitete den Bezirksapostelbereich Schweiz, zu dem nebst der Schweiz auch Andorra, Bulgarien, Gibraltar, Italien, Kuba, Liechtenstein, Moldawien, Österreich, Rumänien, San Marino, Slowakei, Slowenien, Spanien, Tschechien und Ungarn gehören.

## Ordinationen/Beauftragungen in der Neuapostolischen Kirche

### Ordinationen
- Bischof (25. November 2007)
- Apostel (28. Oktober 2012)

### Beauftragungen
- Bezirksapostelhelfer (1. Januar 2017)
- Bezirksapostel (3. Juni 2018)